# Katherine Paterson
Katherine Womeldorf Paterson (ur. 31 października 1932) – amerykańska pisarka, autorka książek dla dzieci i młodzieży, zdobywczyni wielu nagród za twórczość literacką.
W swoich książkach Katherine Paterson zajmuje się ważnymi dla młodych czytelników tematami, które często są bardzo trudne, takimi jak śmierć, zazdrość, porzucenie.

## Życiorys
Urodziła się 31 października 1932 roku w Chinach, jako córka Raymonda i Mary Womeldorf. Część dzieciństwa spędziła w Chinach, jej rodzice byli chrześcijańskimi misjonarzami. Uczyła się w Chinach i Stanach Zjednoczonych. Ukończyła studia w King College w Bristol w stanie Tennessee, po czym wyjechała do Japonii, gdzie przez cztery lata mieszkała na wyspie Sikoku, studiowała w Kobe i pracowała jako nauczycielka w wiejskiej szkole.
Katherine Paterson ma czwórkę dzieci i siedmioro wnucząt. Mieszka w Vermont.

## Nagrody
Pisarka jest laureatką m.in. takich nagród jak:
- National Book Award (1977, 1979)[1]
- Medal Johna Newbery (1978 – za Most do Terabithii, 1981)[1]
- Scott O’Dell Award for Historical Fiction[1]
- Nagroda im. Hansa Christiana Andersena (1998)[1]
- Nagroda Literacka im. Astrid Lindgren (2006)[1]

## Twórczość
Na język polski przetłumaczono do tej pory książki:
- Most do Terabithii (Bridge to Terabithia, 1977)
- Wspaniała Gilly (The Great Gilly Hopkins, 1978)

## Ekranizacje
Most do Terabithii był dwukrotnie przenoszony na ekran. Pierwszy raz w 1985 i ponownie w 2007 w reżyserii Gabora Csupo. Do filmu Most do Terabithii scenariusz napisał syn Katherine Paterson David L. Paterson, któremu autorka dedykowała tę książkę.
W 2015 sfilmowano powieść Wspaniała Gilly, scenariusz do filmu również napisał David L. Paterson.